# Hassan Diab (sociologue)
Pour les articles homonymes, voir Hassan Diab et Diab.
Hassan Diab (en arabe : حسن دياب), né à Beyrouth le 20 novembre 1953, est un sociologue et terroriste libano-canadien de l'Université d'Ottawa et de l'Université de Carleton à Ottawa en Ontario, au Canada.
Soupçonné d'avoir participé à l'attentat de la rue Copernic de 1980, il est arrêté en 2008 au Canada grâce à l’enquête du juge français Marc Trévidic. Après plusieurs années de recours judiciaires pour éviter son extradition, il est extradé du Canada et incarcéré en France en 2014. Un non-lieu en 2018 décide sa remise en liberté et lui permet de retourner au Canada. Cependant, le non-lieu est infirmé en 2021 par la cour d'appel de Paris, qui renvoie l'affaire devant la cour d'assises spéciale.
En 2023, Hassan Diab est jugé coupable d’avoir participé à l'attentat de la rue Copernic par défaut et est condamné, par contumace, à la réclusion criminelle à perpétuité.

## Biographie
Né au Liban de parents palestiniens, il commence ses études de sociologie à l'université américaine de Beyrouth. Il les poursuit aux États-Unis, en compagnie de sa première femme, y obtenant un diplôme de sociologie à l'université de Syracuse. Il a 27 ans à l’époque des faits qui lui seront reprochés, la bombe de l’attentat de la rue Copernic. 
Il émigre en 1987 au Canada, y obtient la nationalité canadienne en 1993 tout en gardant celle du Liban. Il est chargé de cours en sociologie appliquée à l'Université d'Ottawa et de l'Université de Carleton à Ottawa. 
Sa compagne actuelle, avec qui il a deux filles, Rania Tfaily est libanaise et fut son élève en sociologie à l'université américaine de Beyrouth avant d'émigrer aux États-Unis puis au Canada où elle obtient un poste d'enseignant à l'Université de Carleton.

## L'attentat de la rue Copernic

### Enquête
Le 3 octobre 1980, l'attentat de la rue Copernic fait quatre morts et des dizaines de blessés. L'enquête révèle que le poseur de la bombe portait un faux passeport chypriote au nom d'Alexander Panadriyu, et militait au Front populaire de libération de la Palestine - Opérations Spéciales (FPLP - OS), selon les archives de la Stasi.

### Arrestation au Canada en 2008
Les soupçons s'orientent vers Hassan Diab, qui est retrouvé au Canada par le juge Marc Trévidic et arrêté en 2008. Le 6 juin 2011, un juge canadien répond à la requête de son extradition en France. Le 4 avril 2012, le ministre de la Justice du Canada, Rob Nicholson, ordonne son extradition définitive vers la France. Niant être impliqué dans l'attentat, Hassan Diab est extradé et incarcéré en France le 15 novembre 2014.

### Témoignage de 2016
En mai 2016, sa détention provisoire est interrompue après un témoignage remettant en cause sa participation à l'attentat. Douze jours plus tard il est réincarcéré.
Le 24 avril 2017, les juges d’instruction français donnent l’ordre de libérer Diab, pour la sixième fois, mentionnant les preuves de la présence de M. Diab à Beyrouth lors de l’attentat de Paris. Les arguments de la défense se basent sur les déclarations de l'accusé qui affirme qu'il était au Liban au moment des faits, où il révisait pour obtenir son diplôme et sur les témoignages de deux personnes qu'il a nommées ainsi que sur celui de sa femme, qui confirment ses dires. L'accusation se base sur les portraits-robots réalisés à l’époque, la découverte d’un passeport à son nom avec des tampons d’entrée et de sortie d’Espagne, d’où serait parti le commando, des expertises graphologiques et le témoignage d’un couple.

### Conclusions de juillet 2017
En juillet 2017, l'instruction est close, la fin des investigations est notifiée aux parties, confirmant le fait que l'attentat était bien commandité par le FPLP-OS.
Le 13 décembre 2017, le parquet de Paris demande son renvoi devant une cour d'assises spéciale.

### Non-lieu de 2018
Le 12 janvier 2018, Hassan Diab bénéficie d'un non-lieu. Les charges pesant contre lui ne sont pas « suffisamment probantes » et « se heurtent à trop d'éléments à décharge » selon l'ordonnance des juges d'instruction. Le 27 janvier 2021, la chambre de l’instruction de la cour d’appel de Paris infirme le non-lieu et le renvoie aux assises, quarante ans après les faits. Cette décision fait aussitôt l'objet d'un pourvoi en cassation, suspensif. 
Âgé de 67 ans, Hassan Diab, libéré à la suite du non-lieu de 2018, retourne vivre au Canada, qui se déclare hostile à son extradition. D'après un rapport de l'expert juridique Murray Segal, les relations d'extradition entre le Canada et la France sont difficiles à ce moment car malgré le traité d'extradition Canada-France, la France a comme politique de ne jamais extrader ses citoyens, tandis que le Canada les extrade plutôt facilement en vertu de la Loi sur l'extradition, de sorte que la relation d'extradition est dénoncée par certains Canadiens comme étant une relation à sens unique.        

### Renvoi aux assises et condamnation
En mai 2021, Hassan Diab est renvoyé devant les assises concernant l'affaire de l'attentat de la rue Copernic. Le procès s'ouvre le 3 avril 2023 à Paris en l'absence de l'accusé,. Le 20 avril 2023, le parquet anti-terroriste requiert la condamnation à perpétuité contre Hassan Diab. Le 21 avril 2023, la cour d’assises spéciale le condamne, en son absence, à la réclusion criminelle à perpétuité, décernant contre lui un mandat d’arrêt, dont l’exécution dépend toujours de la convention d'extradition entre la France et le Canada.